# Bezirk Oberelsaß

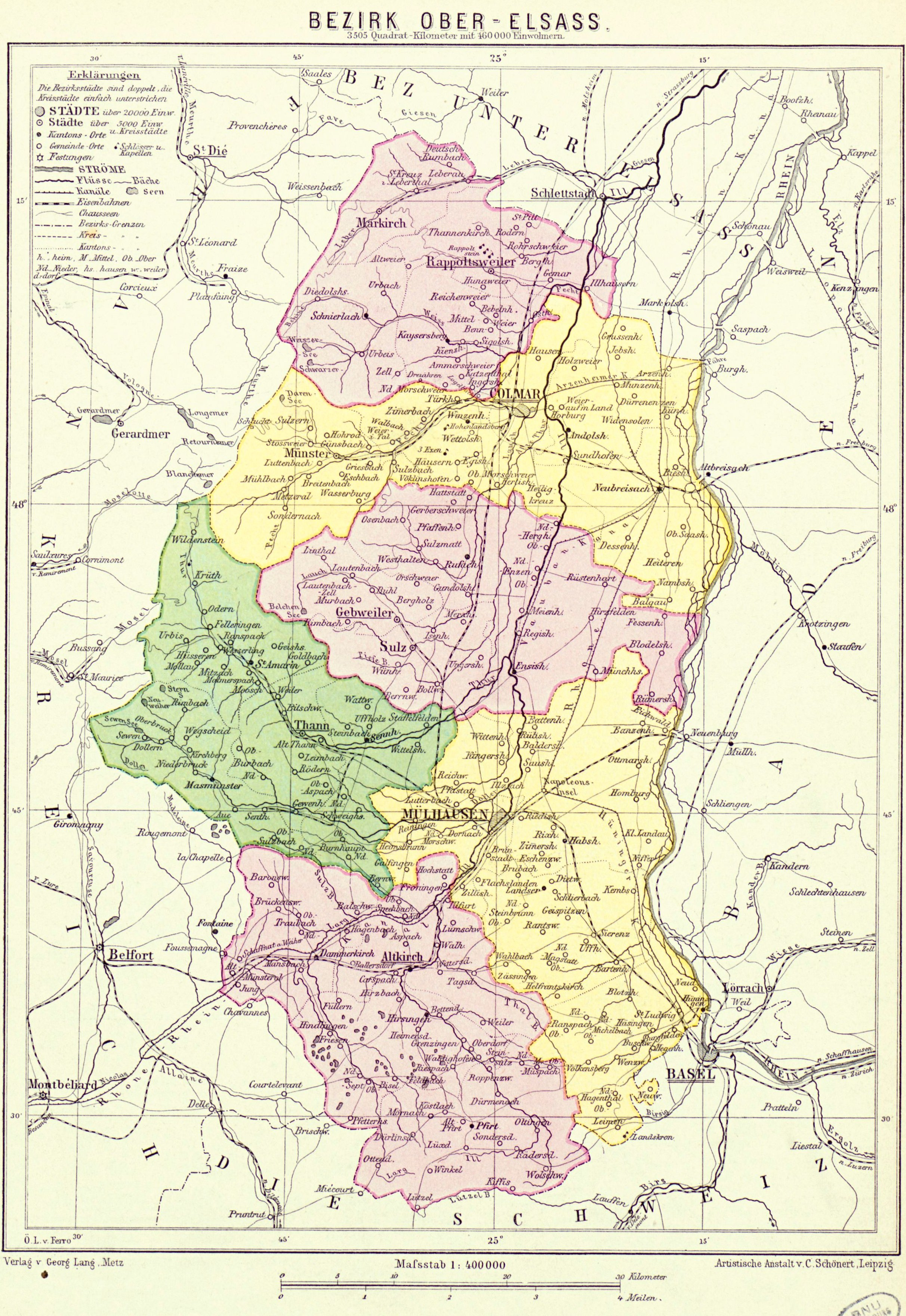
Bezirk Oberelsaß 1890

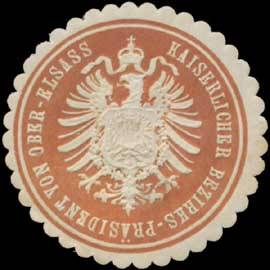
Siegelmarke Kaiserlicher Bezirkspräsident von Oberelsaß

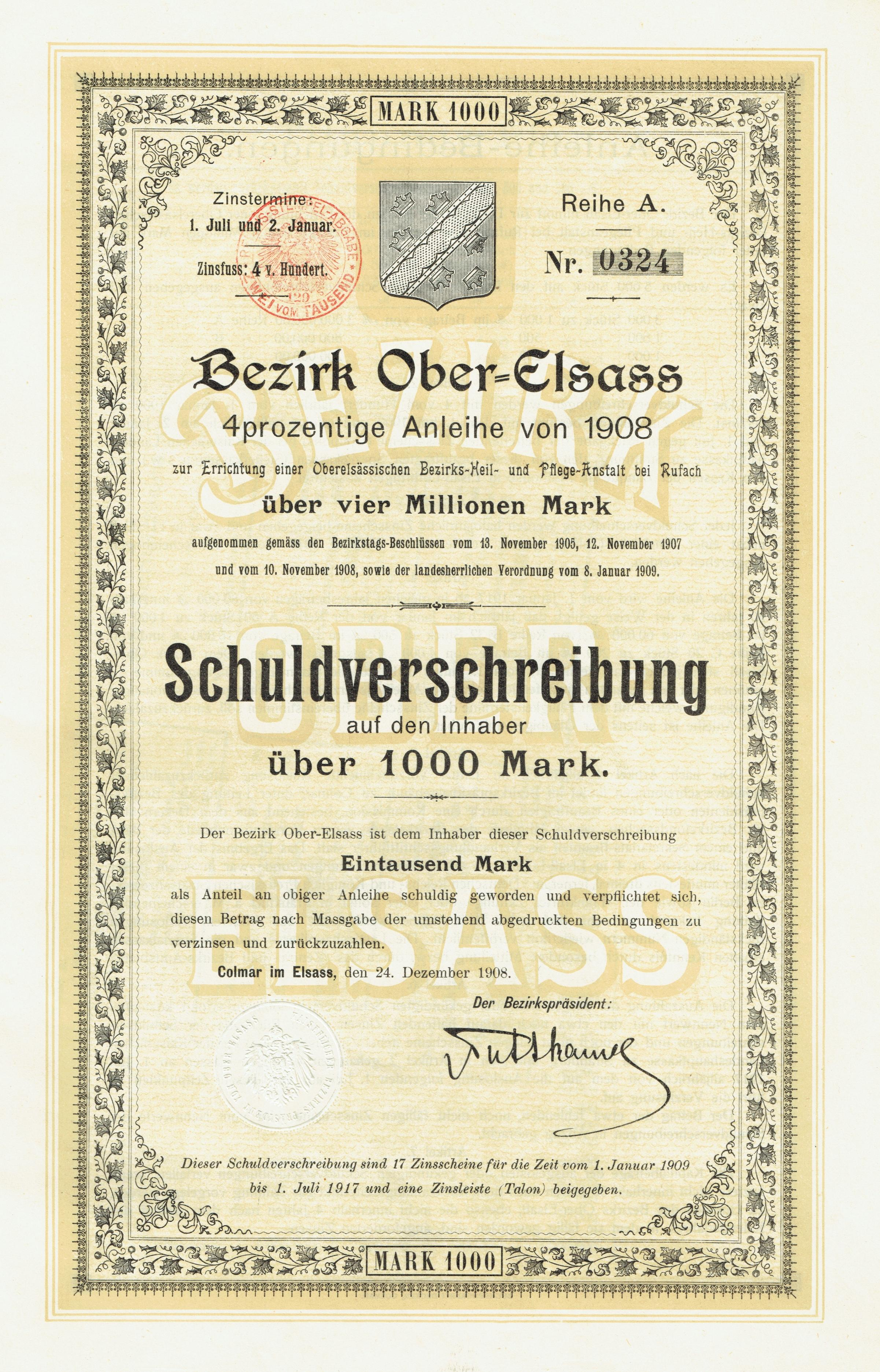
Schuldverschreibung des Bezirks Ober-Elsass vom 24. Dezember 1908 mit Unterschrift von Bezirkspräsident von Puttkamer; sie diente der Errichtung der Heil- und Pflegeanstalt Rufach

Der Bezirk Oberelsaß (französisch District de Haute-Alsace ) war von 1871 bis 1918 einer der drei Bezirke des Reichslandes Elsaß-Lothringen im Deutschen Kaiserreich. Bezirksstadt war Colmar. Das Gebiet des Bezirks entsprach weitgehend dem des heutigen Département Haut-Rhin. 1910 umfasste der Bezirk 3.508 km² und zählte 517.865 Einwohner. (1885: 462.549 Einwohner)

## Geschichte
Vom 10. Mai 1871 (Friede von Frankfurt) bis zum 28. Juni 1919 (Friedensvertrag von Versailles) war der Bezirk ein Teil des Deutschen Reiches.

## Bezirkspräsidenten
An der Spitze des Bezirks stand ein Bezirkspräsident:
1871–1875: Robert von der Heydt (1837–1877)
1875–1879: Adolf Ernst von Ernsthausen (1827–1894)
1880–1888: Ludwig Ferdinand Timme (1830–1888)
1888–1898: Gustav von Jordan (1838–1915)
1898–1906: Alexander zu Hohenlohe-Schillingsfürst (1862–1924)
1906–1918: Albert August Wilhelm von Puttkamer (1861–1931)

## Bezirkstag
Als Volksvertretung bestand der Bezirkstag Oberelsaß. Dieser bestand aus jeweils einem Mitglied jedes Kreises des Bezirks, also aus sechs Mitgliedern. Die Wahl erfolgte in direkter Wahl durch die Wahlberechtigten des Bezirks. Die Bezirkstage wählten die Mitglieder des Landesausschusses.

## Verwaltungsgliederung
Der Bezirk gliederte sich in die folgenden sechs Kreise, entsprechend den französischen Arrondissements. Das ehemalige Arrondissement Belfort mit seiner französischsprachigen Bevölkerung verblieb als Territoire de Belfort bei Frankreich.
- Kreis Altkirch
- Kreis Colmar
- Kreis Gebweiler
- Kreis Mülhausen
- Kreis Rappoltsweiler
- Kreis Thann

## Garnisonen
Daneben hatten mehrere Einheiten der kaiserlichen Armee dort ihre Garnison:
- 1. Ober-Elsässisches Infanterie-Regiment Nr. 167 war dafür vorgesehen, wurde aber nie dort stationiert
- 2. Ober-Elsässisches Infanterie-Regiment Nr. 171 in Colmar
- 3. Ober-Elsässisches Infanterie-Regiment Nr. 172 in Neubreisach